# Campylaspis heardi
Campylaspis heardi är en kräftdjursart som beskrevs av Muradian-Ciamician 1980. Campylaspis heardi ingår i släktet Campylaspis och familjen Nannastacidae. Inga underarter finns listade i Catalogue of Life.